# Jesús Angoy
Jesús Mariano Angoy Gil (Alagón, Zaragoza, el 22 de mayo de 1966) es un exfutbolista y entrenador español, además de exjugador de fútbol americano. Como futbolista jugó en la posición de guardameta y en el fútbol americano jugó como placekicker. Ha sido entrenador de la Unió Atlètica d'Horta de la Tercera División de España de fútbol y actualmente es entrenador del Juvenil A de la Montañesa en preferente.

## Trayectoria como deportista

### Fútbol
A pesar de ser un jugador surgido de la cantera del F. C. Barcelona, Angoy hizo su debut profesional con el equipo C. D. Logroñés y ya con más de 20 años de edad, pasó varias temporadas con el equipo filial del Barcelona, el Barça Atlètic, jugando tres años en la Segunda División de España.
Tuvo oportunidad de jugar después de la salida de Andoni Zubizarreta y antes de la llegada de Vítor Baía, sustituyendo a Carles Busquets para lograr jugar en solo nueve partidos oficiales en la liga española. Al acercarse el final de la temporada 1995-96, tanto Angoy como Johan Cruyff (Angoy está casado con una de sus hijas) decidieron dejar el club. Después de jugar en el Córdoba CF en la fase de ascenso a Segunda División de la temporada 95-96, decidió retirarse del fútbol.
En 2006 estuvo cerca de retornar a la actividad por una propuesta del C. E. Europa, pero finalmente ello no se concretó.

### Fútbol americano
Angoy jugó durante siete años (1996-2003) en la extinta NFL Europa como kicker de los Barcelona Dragons con quienes ganó una World Bowl en 1997, para pasar después por Badalona Dracs (2003-2005) de la Liga Nacional de Fútbol Americano ganando una Liga y una Copa de España. Acabaría su carrera en el fútbol americano con los Bergamo Lions, el gran dominador de la Italian Football League.
En 1999, rechazó una oferta de los Denver Broncos, el equipo campeón reinante de ese año de la National Football League. Fue seleccionado en 2002 para el Equipo Ofensivo de la NFL Europa.
Angoy se retiró siendo el segundo mejor anotador en la historia de la NFL Europa con 329 puntos totales (164 puntos extras y 55 goles de campo), siendo solo superado por el inglés Rob Hart. Logró ayudar a su equipo a llegar a tres World Bowls, ganando uno (V) y perdiendo dos (VII y IX).

### Fútbol indoor
Disputó varias ediciones del Campeonato Nacional de Liga de Fútbol Indoor con el F. C. Barcelona y jugó torneos internacionales de fútbol indoor con la Agrupació Barça Jugadors.

## Trayectoria como entrenador de fútbol
En enero de 2009 se incorporó al organigrama técnico del Club Esportiu Europa como preparador de porteros del fútbol base. La temporada 2010/11 debuta como entrenador dirigiendo al juvenil B del club escapulado.
En agosto de 2010 se hace oficialmente cargo del juvenil A del Club Esportiu Europa que milita en liga nacional. En su segunda campaña asciendo al conjunto escapulado hasta la división de honor.
En noviembre de 2014 militaría durante unos meses al juvenil del C.E. Hospitalet hasta sacarlo del descenso. 
En 2016 cogió las riendas del CD Morell en su primera andadura con un equipo amateur de tercera división.
| Equipo          | Temporada | División                                    |
| --------------- | --------- | ------------------------------------------- |
| C.E.Europa      | 2010-2011 | Juvenil Preferente                          |
| C.E.Europa      | 2011-2013 | Juvenil Liga Nacional                       |
| C.E.Europa      | 2013-2014 | Juvenil División de Honor                   |
| C.E. Hospitalet | 2014-2015 | Juvenil Liga Nacional                       |
| C.D. Morell     | 2016      | Tercera División                            |
| C.D. Morell     | 2016      | Primera catalana                            |
| U.E. La Palma   | 2019      | Tercera catalana                            |
| U.E. Horta      | 2021      | Tercera División                            |
| E.E. Guineueta  | 2022      | Juvenil Primera División / Tercera División |
| F.C. Montañesa  | 2022      | Juvenil Preferente                          |

## Familia
Tiene dos hijos nacidos de su matrimonio con Chantal Cruyff Coster, (la hija de Johan Cruyff): Jesjua Andrea Angoy Cruyff -que fue futbolista profesional en Estados Unidos y España- y Gianluca Angoy Cruyff.

## Títulos
| Campeonato                         | Equipo Campeón    | Equipo Subcampeón | Marcador final  |
| ---------------------------------- | ----------------- | ----------------- | --------------- |
| Supercopa de España de Fútbol 1994 | FC Barcelona      | Zaragoza          | 6-5 (2-0 y 4-5) |
| World Bowl V                       | Barcelona Dragons | Rhein Fire        | 38-24           |